# Ranspach (Pausa-Mühltroff)
Ranspach ist ein Ortsteil der Stadt Pausa-Mühltroff im Vogtlandkreis in Sachsen. Er wurde am 1. Januar 1994 nach Pausa/Vogtl. eingemeindet, mit dem er seit dem 1. Januar 2013 zur Stadt Pausa-Mühltroff gehört. Zwischen 1952 und 1992 gehörte Ranspach zum Kreis Zeulenroda im Bezirk Gera bzw. ab 1990 im Freistaat Thüringen. Durch einen Staatsvertrag kam der Ort zusammen mit weiteren Nachbarorten am 1. April 1992 zum sächsischen Landkreis Plauen.

## Geographie

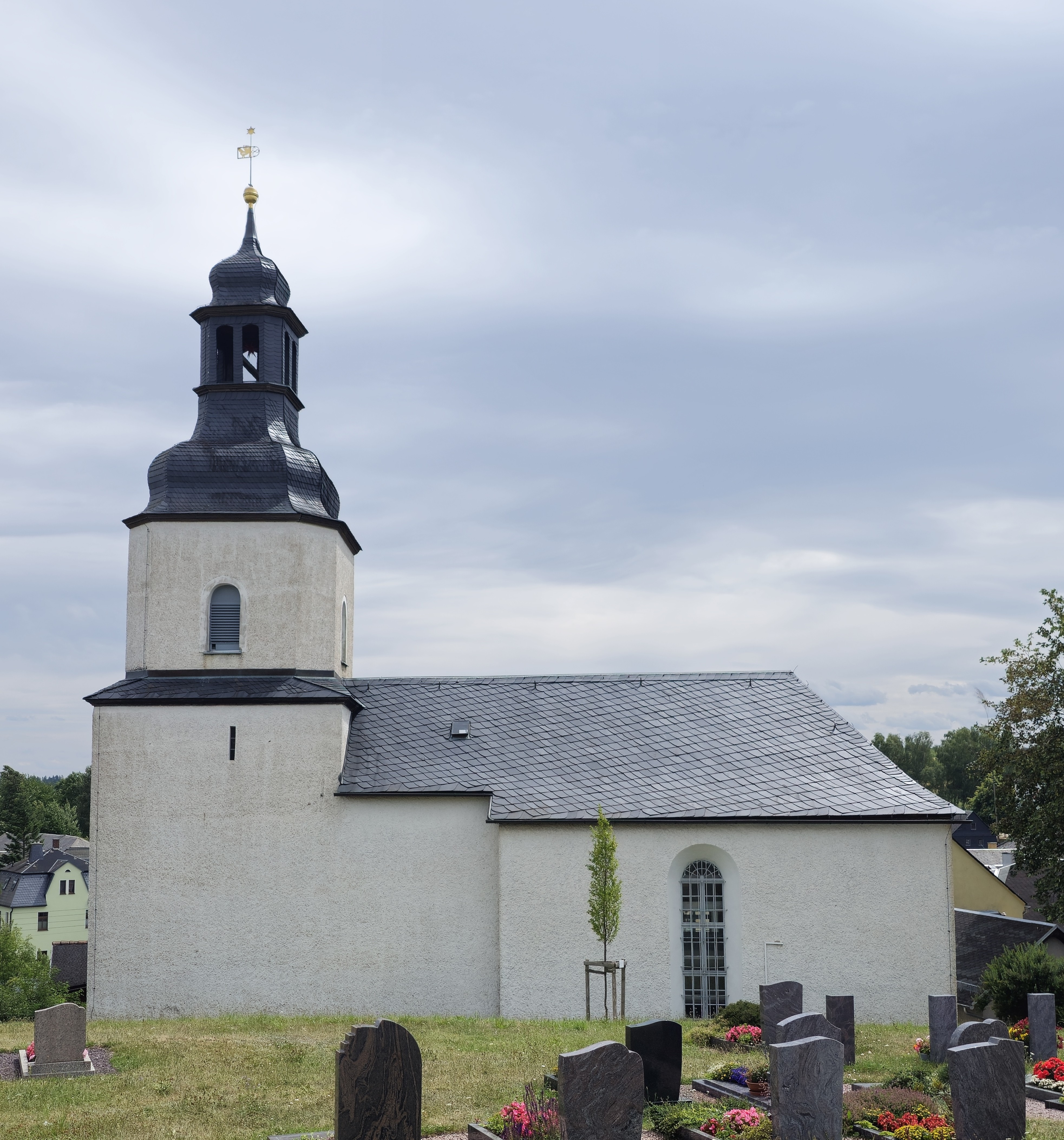
Kirche Ranspach

### Geographische Lage und Verkehr
Ranspach befindet sich im Zentrum der Stadt Pausa-Mühltroff südwestlich des Hauptorts Pausa im äußersten Nordwesten des Vogtlandkreises und im sächsischen Teil des historischen Vogtlands. Der durch den Ort fließende Bach Ranspe entwässert über die Weida in die Weiße Elster. Ranspach befindet sich auf einer teilweise von Westen und Süden her bewaldeten kupierten Ebene des Südostthüringer Schiefergebirges (Naturraum Vogtland).
Ranspach ist über die TaktBus-Linie 41 des Verkehrsverbunds Vogtland im Zweistundentakt mit Plauen, Pausa, Mühltroff und Zeulenroda verbunden.
Durch Ranspach führt die Staatsstraße 318, welche in der südlichen Ortsflur bei der Erholungseinrichtung „Waldfrieden“ in die Bundesstraße 282 einmündet. In Richtung Linda verläuft die Kreisstraße 7874.

### Nachbarorte
Ranspach grenzt an drei weitere Ortsteile der Stadt Pausa-Mühltroff und drei Ortsteile der Gemeinde Rosenbach/Vogtl.
|           | Linda                                       | Oberreichenau |
| Mühltroff | Kompassrose, die auf Nachbargemeinden zeigt | Unterpirk     |
|           | Schönberg                                   | Drochaus      |

## Geschichte
Das Waldhufendorf Ranspach wurde im Jahr 1377 als Rabinspach erstmals urkundlich genannt. Die ältesten Teile (Altarraum und steinerner Turm) der Ranspacher Kirche, welche als Tochterkirche des Thierbacher Gotteshauses entstand, stammen aus dem 13. bzw. 14. Jahrhundert. Ranspach unterstand bis ins 19. Jahrhundert der Grundherrschaft des Ritterguts Mühltroff. Als Teil der Herrschaft Mühltroff gehörte Ranspach bis 1856 zum kursächsischen bzw. königlich-sächsischen Amt Plauen. Im Jahr 1856 wurde der Ort dem Gerichtsamt Pausa und 1875 der Amtshauptmannschaft Plauen angegliedert.
Durch die zweite Kreisreform in der DDR wurde das bisher sächsische Dorf Ranspach gemeinsam mit seinen ebenfalls bisher sächsischen Nachbarorten Pausa/Vogtl., Ebersgrün, Linda, Oberreichenau, Unterreichenau und Wallengrün im Jahr 1952 dem Kreis Zeulenroda im Bezirk Gera angegliedert, welcher ab 1990 als thüringischer Landkreis Zeulenroda fortgeführt wurde.
Auf Grundlage des Staatsvertrages zwischen Thüringen und Sachsen wechselten die Stadt Pausa/Vogtl. (mit Oberreichenau und Linda) und die Gemeinden Ebersgrün, Ranspach und Unterreichenau (mit Wallengrün) gemeinsam mit den Orten Mühltroff, Langenbach und Thierbach (bisher Landkreis Schleiz) am 1. April 1992 zum sächsischen Landkreis Plauen. Lediglich bezüglich der Postleitzahl gehören die Orte bis heute zum „thüringischen“ Postleitzahlengebiet „07“.
Die Eingemeindung von Ranspach nach Pausa/Vogtl. erfolgte am 1. Januar 1994. Am 10. Januar 2000 wurde eine Verwaltungsgemeinschaft zwischen der Stadt Mühltroff und der Stadt Pausa/Vogtl. mit dem Namen Verwaltungsgemeinschaft Pausa gebildet. Zum 1. Januar 2013 wurde die Verwaltungsgemeinschaft aufgelöst und die Stadt Mühltroff mit seinen beiden Ortsteilen in die Stadt Pausa eingegliedert. Die Einheitsgemeinde, zu der Ranspach als Ortsteil gehört, trägt den Namen Pausa-Mühltroff.